# Sandra Arana
Sandra Elena Arana Arce (Wisconsin, 31 de octubre de 1973) es una modelo, actriz y presentadora de televisión peruana y estadounidense.

## Biografía
Nació en Wisconsin, Estados Unidos pero se crio en Lima. Estudió en el Colegio Sagrados Corazones Sophianum, una vez graduada estudió Turismo y Hotelería, y a la par empezó a dedicarse a la actuación
Estudió teatro con Roberto Ángeles.
En 1999 participó en la telenovela Vidas prestadas, junto al actor peruano Bernie Paz y la actriz venezolana Grecia Colmenares.
En 2001 se hizo conocida con la serie Mil oficios de Efraín Aguilar, en donde interpretó a Giannina Olazo.
En 2004 debutó en el cine con la película Días de Santiago, también participó en la telenovela Eva del Edén y en Ángel rebelde de la productora Fonovideo. 
En 2006 participó en siete diferentes capítulos para la serie Decisiones de Telemundo, ese mismo año tuvo un papel en Amores como el nuestro. En 2007 regresó al Perú para protagonizar la miniserie Baila reggaetón y luego como antagónica en Sabrosas. Al siguiente año participó en El rostro de Analía de Telemundo.
En el 2007 regresó al Perú para protagonizar Baila reggaetón y luego como antagónica en Sabrosas. Al siguiente año participó en El rostro de Analía de Telemundo.
En 2011 actuó en La Perricholi de América Televisión. En junio de 2011 empezó a laborar como reportera del programa Combate, la cual ganó con el equipo verde. Actualmente radica en Estados Unidos.

## Filmografía

### Series
- Sabrosas (2008) como Sherry Beltrán.[4][5]
- Baila Reggaetón (2007) como Cachita.
- Camino a casa (2006)
- Decisiones (2006)
- Así es la vida (2004-2005) como Pilar
- Habla barrio (2003) como Karina Aspíllaga.
- Mil oficios (2001) como Giannina Olazo.

### Telenovelas
- La Perricholi (2011) como Inés de Mayorga.
- El rostro de Analía (2008-2009) como Rogelia.
- Amores como el nuestro (2006) como Sor Andrea.
- Ángel rebelde (2004) como Laura.
- Eva del Edén (2004) como Josefa.
- Demasiada Belleza (2003) como trabajadora social.
- Vidas prestadas (1999)

### Programas
- Pecaditos de la noche (2007), conductora.
- La Guerra de los sexos (2006)
- Desafío 2006 (2006)
- Combate (2011-2012), reportera.[6]
- Espectáculos (Frecuencia Latina) (2014-2016)
- Hola a Todos (2016) (ATV), Comentarista principal.
- Bailando por el show (2017), participante.

### Teatro
- Por qué seremos así... (2017)
- Papito piernas largas (2016)
- Travesuras Conyugales (2015)
- Hormigas (2011)